# Hastella obtusipinnis
Hastella obtusipinnis är en insektsart som beskrevs av Kenneth Hedley Lewis Key 1976. Hastella obtusipinnis ingår i släktet Hastella och familjen Morabidae. Inga underarter finns listade i Catalogue of Life.